# Skateistan
Skateistan és una organització sense ànim de lucre internacional que a través de l'skate educa per a la capacitació dels joves. Més de 1.500 joves d'entre 5 i 17 anys assisteixen a programes de Skateistan cada setmana a l'Afganistan, Cambodja i Sud-àfrica.